# Runaway Mine Train (Six Flags Great Adventure)
Runaway Mine Train is een mijntreinachtbaan in Six Flags Great Adventure.
De achtbaan is gebouwd door Arrow Dynamics en bedoeld voor families met kinderen, dit staat in schril contrast met de website, die de Runaway Mine Train onder 'Thrills' plaatst.

## Vernieuwingen
In het seizoen van 2006 kreeg de baan verbeterde kleuren. Ook de veiligheids beugels werden verbeterd. De aanpassingen mochten niet baten, de achtbaan werd verschillende keren tijdens het seizoen van 2006 gesloten, om de beugels te verbeteren.